# 利尼亚诺萨比亚多罗
利尼亚诺萨比亚多罗（義大利語：Lignano Sabbiadoro），是意大利弗留利-威尼斯朱利亚大区乌迪内省的一个市镇。总面积16.21平方公里，人口6796人，人口密度419.2人/平方公里（2009年）。ISTAT代码为030049。